# Shinobu Hashimoto
Shinobu Hashimoto (japanisch 橋本 忍, Hashimoto Shinobu; * 18. April 1918 in der Präfektur Hyōgo; † 19. Juli 2018 in Tokio) war ein japanischer Drehbuchautor, Filmregisseur und Filmproduzent.

## Leben und Karriere
Hashimoto erkrankte während seines Militärdienstes im Jahr 1938 an Tuberkulose und musste vier Jahre in einem Sanatorium verbringen. In dieser Zeit unternahm er erste Schreibversuche und arbeitete an einem Drehbuch über seine Militärzeit. Nach seiner Entlassung aus dem Sanatorium wurde Hashimoto zunächst Buchhalter in einer Munitionsfabrik, knüpfte aber zugleich erste Kontakte in der Filmindustrie, unter anderem zu dem bekannten Samurairegisseur Itami Mansaku. Ende der 1940er-Jahre adaptierte er eine Kurzgeschichte, die verschiedene Blickwinkel auf ein Ereignis im japanischen Mittelalter präsentierte. Hashimoto stellte seine Arbeit dem Regisseur Akira Kurosawa vor, beide schrieben anschließend zusammen weiter an dem Drehbuch, aus dem der Filmklassiker Rashomon – Das Lustwäldchen werden sollte.
Hashimoto schrieb bis 1970 an insgesamt acht Drehbüchern für Kurosawa-Filme mit, darunter Filmklassiker wie Einmal wirklich leben, Die verborgene Festung und Die sieben Samurai. Parallel zu seiner Zusammenarbeit mit Kurosawa arbeitete er auch mit anderen Regisseuren wie Tadashi Imai, Mikio Naruse und Masaki Kobayashi zusammen. Insgesamt verfasste Hashimoto in einem Zeitraum von über 60 Jahren rund 80 Drehbücher, fünfmal wurde er für diese mit dem japanischen Filmpreis Blue Ribbon Award ausgezeichnet. Ebenfalls versuchte sich Hashimoto insgesamt jeweils dreimal als Filmregisseur und Filmproduzent. Er drehte unter anderem 1959, basierend auf seinem eigenen Drehbuch, das Kriegsdrama Watashi wa kai ni naritai. Hashimoto schrieb bis zum Alter von etwa 95 Jahren an Drehbüchern, ehe er einen Schlaganfall erlitt.
2006 veröffentlichte Hashimoto seine Autobiografie, die auch in englischer Sprache unter dem Titel Compound Cinematics: Akira Kurosawa and I erschien. 2013 wurde er mit dem Jean Renoir Award der Writers Guild of America geehrt. Er starb drei Monate nach seinem 100. Geburtstag in Tokio an einer Lungenentzündung.

## Filmografie (Auswahl)
Als Drehbuchautor (Auswahl)
- 1950: Rashomon – Das Lustwäldchen (Rashōmon)
- 1952: Einmal wirklich leben (Ikiru)
- 1954: Die sieben Samurai (Shichinin no samurai)
- 1955: Bilanz eines Lebens (Ikimono no Kiroku)
- 1956: Darkness in the noon (Mahiru no ankoku)
- 1957: Das Schloss im Spinnwebwald (Kumonosu-jō)
- 1958: Die verborgene Festung (Kakushi Toride no San-Akunin)
- 1960: Die Bösen schlafen gut (Warui yatsu hodo yoku nemuru / 悪い奴ほどよく眠る)
- 1960: Banzai-Banzai, die Piloten des Teufels (Hawai Middowei daikaikûsen: Taiheiyô no arashi)
- 1962: Harakiri (Seppuku)
- 1963: Die siegreichen Adler von Okinawa (Taiheiyo no tsubasa)
- 1965: The Sword of Doom (Dai-bosatsu tōge)
- 1966: Der große weiße Turm (Shiroi Kyotô)
- 1969: Das Banner des Samurai (Fûrin kazan)
- 1970: Dodeskaden – Menschen im Abseits (Dodeskaden)
- 1973: Der Untergang Japans (Nippon Chimbotsu)
- 1977: Das Dorf der acht Grabsteine (Yatsuhaka-mura)
- 1986: Tabiji mura de ichiban no kubitsurinoki
- 2013: Jôiuchi: hairyô zuma shimatsu (Fernsehfilm)

Als Regisseur
- 1959: Watashi wa kai ni naritai
- 1961: Minami no kaze to nami
- 1982: Maboroshi no mizuumi

Als Filmproduzent
- 1974: Zerbrechliches Schicksal (Suna no utsuwa)
- 1977: Hakkodasan
- 1982: Maboroshi no mizuumi